# Александров, Александр Николаевич
Александр Николаевич Александров (наст. фамилия Федотов; 15 октября 1901, Москва — 20 сентября 1973, Москва) — советский цирковой артист, народный артист РСФСР (1963).

## Биография
Родился 15 октября 1901 года в семье московского рабочего.
Учился в Сухаревском городском училище и на вечернем отделении Строгановского художественного училища. Затем был учеником слесаря в Андреевском трамвайном парке. Участвовал в Гражданской войне, был кавалеристом, затем помощником командира полка по строевой части, избирался депутатом Минского городского Совета рабочих, крестьянских и красноармейских депутатов, председателем конноспортивного комитета дивизии. Командир пулемётного эскадрона 42 Пугачёвского полка 7 Самарской кавалерийской дивизии. В 1926 году был уволен в запас. Переехал в Оренбург, где создал организации Осоавиахима, преподавал военное дело в медицинском и педагогическом институтах, в индустриальном техникуме, обучал комсостав гарнизона пулемётно-стрелковому делу.
В 1927 году перешёл работать в цирк. Выступал как джигит, воздушный гимнаст. Успехом пользовался номер, построенный на демонстрации виртуозной стрельбы «Снайпер». В 1935 году с Василием Юркиным создал аттракцион «Гонки торпед в воздухе».
С 1939 года был дрессировщиком хищных зверей. Сначала принял группу леопардов. Затем перешёл на тигров. Гастролировал в Индии, Турции, ГДР, Югославии, Польше. Снимался в фильме «Золотой бычок» (1955), телефильмах «Советский цирк» и
«Как дрессируют животных».
В 1973 году передал свой номер Николаю Карповичу Павленко, который с 1972 года был его стажёром.

Могила на Ваганьковском кладбище

Умер 20 сентября 1973 года. Похоронен на Ваганьковском кладбище (7 уч.).

### Семья
- Жена — артистка цирка Елизавета Павловна Сержантова (1912—1985).

## Награды и премии
- Орден «Знак Почёта» (1958)[3].
- Медаль «За трудовое отличие» (1939)[4].
- Народный артист РСФСР (1963).
- Заслуженный артист РСФСР (1939)[5].